# 황인성 (1953년)
황인성(黃寅成, 1953년 1월 27일 ~ )는 대한민국의 전 정무직공무원이다.

## 생애
1953년, 경상남도 사천군에서 태어났다. 사천초등학교, 사천중학교, 진주고등학교, 서울대학교 독문과를 졸업했다.

## 정치 경력
참여정부 시절 시민사회수석비서관에 선임된 것을 시작으로 정치에 입문하였다. 이후 외교통상부 평화협력대사를 지냈다. 참여정부가 끝난 후 한동안 강단에 서며 정치권과 거리를 두고 살았으나 2017년 6월, 문재인 정부에서 민주평화통일자문회의 사무처장에 임명되었다. 청와대 측은 "남북화해, 평화통일 분야에서 풍부한 경험과 정책적 통찰력을 갖고 있으며 시민사회운동가로서 검증된 리더십을 보유한 인물"이라고 평가했다. 이후 2020년 대한민국 제21대 국회의원 선거 때 자신의 고향 사천군이 속한 지역구인 사천시·남해군·하동군에 예비후보로 등록했다. 가장 강력한 경쟁자였던 지역위원장인 비례대표 제윤경 의원이 총선 불출마를 선언하면서 단수공천되었다. 하지만 선거에서 미래통합당 하영제 후보에게 37.61% : 59.59%로 20% 넘는 격차로 패배했다.

## 학력
- 사천초등학교 졸업
- 사천중학교 졸업
- 진주고등학교 졸업
- 서울대학교 독어독문학과 학사
- 아주대학교 정치외교학 석사 수료

## 전과
- 집회및시위에관한법률위반: 징역 1년, 집행유예 2년 - 1992년 8월 14일 선고[1]
- 국가보안법위반, 집회및시위에관한법률위반, 정기간행물의등록등에관한법률위반: 징역 1년 6월, 집행유예 2년 - 1994년 11월 10일 선고[1]

## 선거 이력
|  | 37.61% |

|  | 22.37% |